# Rinat Safine
Pour les articles homonymes, voir Safine.
Rinat Ibragimovitch Safine (en russe : Ринат Ибрагимович Сафин), né le 29 août 1940 à Bolchie Iaki, Tatarstan, et mort le 22 octobre 2014, est un biathlète soviétique, champion olympique de relais en 1972. Il remporte aussi quatre titres mondiaux dans cette même épreuve et est vice-champion du monde de l'individuel en 1969.

## Biographie
Après avoir commencé le ski à 18 ans, il devient biathlète à 21 ans lorsqu'il pratique ce sport dans l'armée et joint le Dynamo Leningrad.
Aux Championnats du monde 1967, à ses débuts internationaux, il est médaillé d'argent sur le relais et est quatrième de l'individuel. Il ne se qualifie pas pour les Jeux olympiques d'hiver de 1968.
Aux Championnats du monde 1969, il remporte la médaille d'argent sur l'individuel (20 km) derrière son compatriote Alexandre Tikhonov et le titre sur le relais, qu'il conserve en 1971, 1972 et 1973. Aux Jeux olympiques d'hiver de 1972, il est seulement 19e de l'individuel, mais prend la médaille d'or sur le relais avec Tikhonov, Byakov et Mamatov, où Safine permet à son équipe de remonter du neuvième au premier rang avec zéro faute au tir.
Il est champion d'URSS en 1971.
Rinat Safine meurt en 2014 à l'âge de 74 ans et est enterré au Cimetière Serafimovski à Saint-Pétersbourg.

## Palmarès

### Jeux olympiques
- Jeux olympiques de 1972 à Sapporo (Japon) :
  -  Médaille d'or au relais 4 × 7,5 km.

### Championnats du monde
- Championnats du monde 1967 à Altenberg (Allemagne de l'Est) :
  -  Médaille d'argent au relais 4 × 7,5 km.
- Championnats du monde 1969 à Zakopane (Pologne) :
  -  Médaille d'or au relais 4 × 7,5 km.
  -  Médaille d'argent à l'individuel.
- Championnats du monde 1970 à Östersund (Suède) :
  -  Médaille d'or au relais 4 × 7,5 km.
- Championnats du monde 1971 à Hämeenlinna (Finlande) :
  -  Médaille d'or au relais 4 × 7,5 km.
- Championnats du monde 1973 à Lake Placid (États-Unis) :
  -  Médaille d'or au relais 4 × 7,5 km.

## Distinctions
- Ordre de l'Insigne d'honneur
- Maître émérite du sport de l'URSS